# Pisaboa
Pisaboa is een geslacht van spinnen uit de familie trilspinnen (Pholcidae).

## Soorten
Het geslacht kent de volgende soorten:
- Pisaboa estrecha Huber, 2000
- Pisaboa laldea Huber, 2000
- Pisaboa mapiri Huber, 2000
- Pisaboa silvae Huber, 2000